# Geoffroy d’Estissac
Geoffroy de Madaillan d’Estissac (* zwischen 1460 und 1483; † 30. Mai 1543) war ein französischer Prälat im 16. Jahrhundert, bekannt als Freund und Förderer von François Rabelais.

## Leben
Geoffroy war der zweite Sohn von Jean de Madaillan d’Estissac (1425–1482), dem Favoriten Karls, Bruder des Königs Ludwig XI. Der politisch einflussreiche Seigneur Bertrand de Madaillan d’Estissac († 1522) war Jeans älterer Sohn und Bruder von Geoffroy.

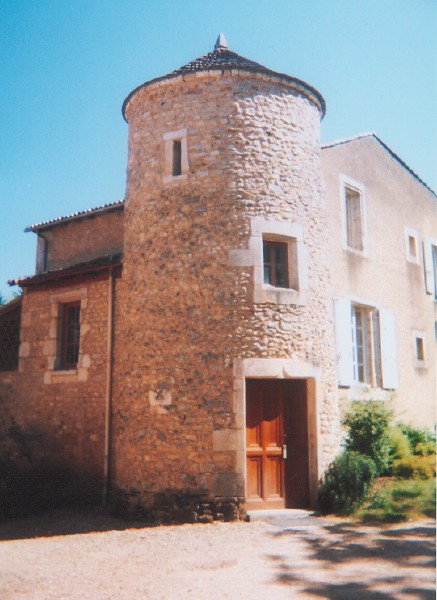
Turm der Abtei von Ligugé (um 1500)

König Ludwig XII. ernannte ihn 1503 oder 1504 zum Kommendatarabt des ältesten Klosters Frankreichs, der Abtei Saint-Martin de Ligugé, deren langwierigen Wiederaufbau nach dem Hundertjährigen Krieg er vollendete. König Franz I. ernannte ihn am 22. März 1518 zusätzlich zum Bischof von Maillezais, doch wohnte er weiter in Ligugé. Er war Korrespondenzpartner von Jean Bouchet und Mellin de Saint-Gelais. Zudem war er ab 1515 Abt von Cadouin und der königlichen Abtei Notre-Dame-de-Celles sowie schon ab 1504 Kapitelvorstand von Saint-Hilaire-le-Grand bei Poitiers.
1525 nahm er den aus dem Franziskanerkonvent von Fontenay-le-Comte geflohenen Mönch Rabelais als Sekretär auf, wodurch dieser Zugang zu seiner Bibliothek hatte. Möglicherweise wurde er auch der Erzieher des Neffen Louis. Ab 1526 unternahm Rabelais weitere Reisen. Madaillan d’Estissac ließ bis 1528 das Schloss von L’Hermenault als Sommerresidenz der Bischöfe von Maillezais errichten. Rabelais schickte dorthin erste Platanensamen aus Rom, die sich von dort aus in der Poitou ausbreiteten. Auf dem ererbten väterlichen Gut in Coulanges-les-Royaux begann er einen Schlossumbau und eine Parkgestaltung, die nach seinem Tod fertig wurden. Begraben wurde er in der Martinskirche von Ligugé.